# Karin Rossley
Karin Rossley (en allemand : Karin Roßley ; née Regel le 5 avril 1957 à Cottbus) est une athlète allemande concourant sous les couleurs de la République démocratique allemande, spécialiste du 400 mètres haies. 

## Biographie
Le 13 août 1977, à Helsinki, Karin Rossley établit un nouveau record du monde du 400 m haies en 55 s 63, améliorant de 9/100 l'ancienne meilleure marque mondiale de la Soviétique Tatyana Storozheva réalisée quelques jours plus tôt à Chemnitz. 
L'Allemande se classe troisième des Championnats d'Europe de Prague, derrière Tatyana Zelentsova et Silvia Hollmann, dans le temps de 55 s 36.
Le 18 mai 1980, à Iéna, elle bat de nouveau le record du monde du 400 m haies en 54 s 28, améliorant de 5/10 le temps de la Soviétique Marina Makeyeva établi l'année précédente.

### Palmarès
| Date | Compétition           | Lieu   | Résultat | Performance |
| ---- | --------------------- | ------ | -------- | ----------- |
| 1978 | Championnats d'Europe | Prague | 3e       | 55 s 36     |

### Records
| Épreuve     | Performance | Lieu | Date        |
| ----------- | ----------- | ---- | ----------- |
| 400 m haies | 54 s 28     | Iéna | 18 mai 1980 |